# Mabegondo
Mabegondo (llamada oficialmente San Tirso de Mabegondo) es una parroquia española del municipio de Abegondo, en la provincia de La Coruña, Galicia.

## Otras denominaciones
La parroquia también es conocida por el nombre de Santiso de Mabegondo.

## Organización territorial
La parroquia está formada por veintinueve entidades de población, constando diecisiete de ellas en el nomenclátor del Instituto Nacional de Estadística español:
- A Covela
- Andrís
- A Torre
- Beldoña
- Borreiros
- Couto
- Curriño
- Curros
- Ferrerías o Ferrería (A Ferrería)
- La Iglesia (A Igrexa)
- Lamansián
- Lángara (Láncara)
- Marces
- Monte (O Monte)
- O Bieiteiro
- O Castro de Vilamarín
- O Cruceiro
- O Curro
- O Regueiro
- O Souto Grande
- Outón
- Outrís
- Pastoriza
- Penedo (O Penedo)
- Pousada
- Raíña (A Raíña)
- Souto do Val (O Souto do Val)
- Torreiro
- Villamarín (Vilamarín)

## Demografía
| Gráfica de evolución demográfica de Mabegondo entre 2000 y 2021 |
|                                                                 |
| Datos según el nomenclátor publicado por el INE.                |